# Lista dos circuitos da Superleague Fórmula
Esta é uma Lista dos Circuitos da Superleague Fórmula, que contém todos os circuitos que já acolheram pelo menos uma ronda da Superleague Fórmula, desde a primeira temporada em 2008. No total, 17 circuitos de 9 países acolheram rondas do campeonato, sendo o primeiro, Donington Park, na ronda 1 de 2008. Apenas o circuito de Zolder acolheu corridas em todas as temporadas. A lista inclui a temporada de 2011.

## Circuitos
| Circuito       | Circuito                                  | Tipo            | Localização          | País        | Temporada(s) | Layout do Circuito |
| -------------- | ----------------------------------------- | --------------- | -------------------- | ----------- | ------------ | ------------------ |
| Adria          | Adria International Raceway               | Autódromo       | Adria                | Itália      | 2010         |                    |
| Assen          | TT Circuit Assen                          | Autódromo       | Assen                | Holanda     | 2010-2011    |                    |
| Beijing SC     | Circuito Urbano do Parque Olímpico Shunyi | Circuito de rua | Pequim               | China       | 2010         |                    |
| Brands Hatch   | Brands Hatch                              | Autódromo       | Kent                 | Reino Unido | 2010         |                    |
| Donington Park | Donington Park                            | Autódromo       | Leicestershire       | Reino Unido | 2008-2009    |                    |
| Estoril        | Autódromo do Estoril                      | Autódromo       | Estoril              | Portugal    | 2008-2009    |                    |
| Jarama         | Circuito Permanente del Jarama            | Autódromo       | Madrid               | Espanha     | 2009-2010    |                    |
| Jerez          | Circuito de Jerez                         | Autódromo       | Jerez de la Frontera | Espanha     | 2008         |                    |
| Los Arcos      | Circuito de Navarra                       | Autódromo       | Los Arcos            | Espanha     | 2010         |                    |
| Magny-Cours    | Circuito de Nevers Magny-Cours            | Autódromo       | Magny-Cours          | França      | 2009-2010    |                    |
| Monza          | Autódromo Nacional de Monza               | Autódromo       | Monza                | Itália      | 2009         |                    |
| Nürburgring    | Nürburgring                               | Autódromo       | Nürburg              | Alemanha    | 2008, 2010   |                    |
| Ordos          | Circuito Internacional de Ordos           | Autódromo       | Ordos                | China       | 2010         |                    |
| Portimão       | Autódromo Internacional do Algarve        | Autódromo       | Portimão             | Portugal    | 2010         |                    |
| Silverstone    | Circuito de Silverstone                   | Autódromo       | Silverstone          | Reino Unido | 2010         |                    |
| Vallelunga     | Circuito de Vallelunga                    | Autódromo       | Campagnano di Roma   | Itália      | 2008         |                    |
| Zolder         | Circuito de Zolder                        | Autódromo       | Heusden-Zolder       | Bélgica     | 2008-2011    |                    |